# Menton
Menton (lokalno narečno tudi Mentan; italijansko Mentone) je mesto in občina v jugovzhodnem francoskem departmaju Alpes-Maritimes regije Provansa-Alpe-Azurna obala. Leta 2006 je mesto imel 27.655 prebivalcev.
Kraj se ponaša z naslovom najlepšega mesta na francoski rivieri, njegov vzdevek je La perle de la France (francoski biser).

## Geografija
Menton leži ob Azurni obali v neposredni bližini italijanske meje.

## Administracija
Menton je sedež dveh kantonov:
- Kanton Menton-Vzhod (del občine Menton, občina Castellar: 24.999 prebivalcev),
- Kanton Menton-Zahod (del občine Menton, občine Gorbio, Roquebrune-Cap-Martin, Sainte-Agnès: 18.574 prebivalcev).

Oba kantona sta vključena v okrožje Nice.

## Zgodovina
Ozemlje Mentona je kontinuirano poseljeno že vse od paleolitika. Iz rimskega obdobja je viden odsek ceste via Julia Augusta, sedanja "Dolga ulica". Na hribu Pip zahodno od sedanjega mesta je bil v srednjem veku pod grofi iz Ventimiglie postavljen grad. Sam kraj se prvikrat omenja 21. julija 1262 ob mirovnem sporazumu med Genovsko republiko in Karlom I. Anžujskim. Leta 1346 je pripadel kneževini Monako, kjer je ostal vse do leta 1848, ko se je skupaj s sosednjim Roquebrunom razglasil za svobodno mesto pod zaščito Sardinskega kraljestva.
V času francoske revolucije in Prvega cesarstva je bil priključen Franciji in novoustanovljenemu departmaju Alpes-Maritimes; vanj sta bila vklopljena tudi Monako in Sanremo. Leta [1861] je bil izveden plebiscit, na katerem se je večina prebivalstva odločila za priključitev k Franciji. Vsled tega je moral Napoleon III. plačati odškodnino Monaku v višini takratnih 4 milijonov frankov.
Med drugo svetovno vojno sta bili dve tretjini občine po premirju 22. junija 1940 aneksirani k Italiji, od njene kapitulacije septembra 1943 do 8. septembra 1944 pa je bila celotna občina v rokah Nemcev.
V 80-ih in 90. letih je bilo lokalno ribištvo močno prizadeto zaradi "ubijalske alge" Caulerpa taxifolia, ki se je razširila po morskem dnu in zdesetkala lokalno ribjo populacijo.

## Zanimivosti
Menton je na seznamu francoskih umetnostno-zgodovinskih mest.
- Bazilika nadangela Mihaela, grajena v letih 1639-1653 v baročnem stilu, francoski zgodovinski spomenik od 1961,
- pristaniška trdnjava - Bastion, zgrajena 1636, danes Muzej Jeana Cocteauja,
- palača Carnolès, nekdanji dom monaškega suverena Antona Grimaldija, danes Muzej lepih umetnosti.

## Pobratena mesta
- Baden-Baden (Baden-Württemberg, Nemčija),
- Montreux (Vaud, Švica),
- Namur (Belgija),
- Soči (Rusija).